# 普照寺 (泰安)
36°14′N 117°06′E / 36.233°N 117.100°E
普照寺位于中国山东省泰安市泰山区泰山南麓凌汉峰前，1992年被列为山东省文物保护单位，2006年作为“泰山古建筑群”之一被列为第六批全国重点文物保护单位。
普照寺由一山门、钟鼓楼、二山门、东西配殿、大雄宝殿、筛月亭、摩松楼、石堂院、菊林院、东禅院等组成，建筑面积1177平方米。
- 云门
- 七塔和放生池
- 山门
- 鼓楼
- 二山门
- 大殿前庭
- 大殿
- 西配殿